# Limbă OSV
În tipologia lingvistică, topica obiect-subiect-verb (OSV) sau obiect-agent-verb (OAV) este o structură în care obiectul unei propoziții precede atât subiectul, cât și predicatul. Deși această ordine a cuvintelor este rar întâlnită în majoritatea limbilor, ea apare ca ordine nemarcată sau neutră în câteva limbi amazoniene, inclusiv Xavante și Apurinã. În multe alte limbi, OSV poate fi folosit în propoziții marcate pentru a pune accent, adesea ca un dispozitiv stilistic mai degrabă decât ca o structură normativă. Construcțiile OSV apar în limbi la fel de diverse ca chineza, finlandeza și limbajul britanic al semnelor, de obicei pentru a sublinia sau a topicaliza obiectul. Exemple de structuri OSV pot fi găsite, de asemenea, în anumite contexte din engleză, ebraică și alte limbi prin utilizarea inversiunii sintactice pentru accentuare sau efect retoric. Ordinea OSV este, de asemenea, recunoscută cultural prin utilizarea sa de către personajul Yoda din Războiul stelelor.
Un exemplu al acestei topici în limba română ar fi „Mere Ion mănâncă” (adică, Ion a mâncat mere).

## Categorizare
| Ordine                                             | Exemplu              | Incidență | Incidență | Limbi |
| -------------------------------------------------- | -------------------- | --------- | --------- | --- |
| SOV                                                | „Ion mere a mâncat.” | 45%       | 45        | Abazină, abhază, akkadiană, amharică, armeană, avară, aimara, azeră, bască, bengaleză, birmană, elamită, greacă veche, hitită, hindustană, japoneză, coreeană, kurdă, latină, malayalam, manchu, mongolă, navajo, nepaleză, pali, paștună, persană, sanscrită, tamilă, telugu, tibetană, turcă, quechua |
| SVO                                                | „Ion a mâncat mere.” | 42%       | 42        | Arabă (varietățile moderne), chineză, ebraică, indoneziană, majoritatea limbilor europene, swahili, thailandeză, vietnameză |
| VSO                                                | „A mâncat Ion mere.” | 9%        | 9         | Arabă (clasică și modernă standard), limbile berbere, ebraică biblică, limbile celtice, filipineză, gî'îz, limbile polineziene |
| VOS                                                | „A mâncat mere Ion.” | 3%        | 3         | Malgașă, limbile mayașe, Terêna, Qʼeqchi' |
| OVS                                                | „Mere a mâncat Ion.” | 1%        | 1         | Äiwoo, Hixkaryana, Urarina |
| OSV                                                | „Mere Ion a mâncat.” | 0,3%      | 0.3       | Tobati, Warao, Haida |
| Distribuție raportată de Russell S. Tomlin în 1986 |                      |           |           | |